# Jon Gaztañaga
Jon Gaztañaga Arrospide (ur. 28 czerwca 1991 w Andoain) – hiszpański piłkarz występujący na pozycji pomocnika.